# 圣亚历山大门 (贝加莫)

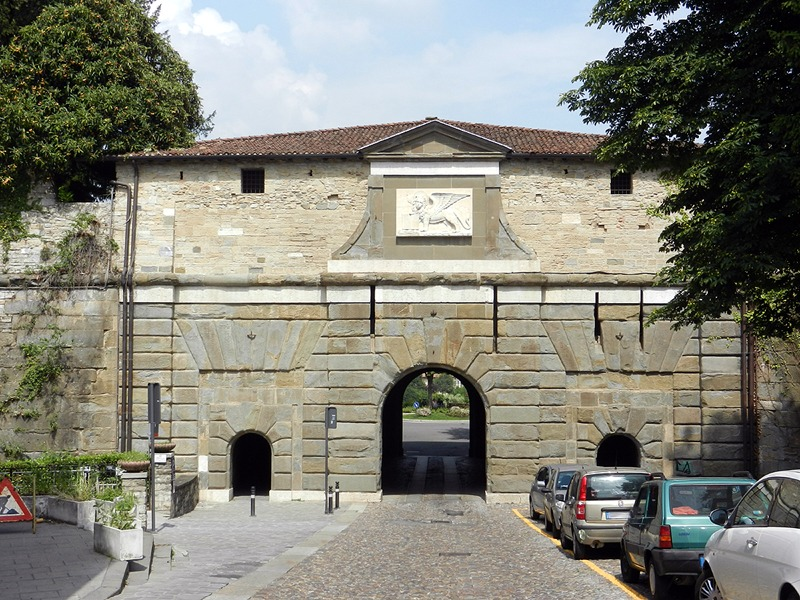

圣亚历山大门（意大利语：Porta Sant'Alessandro；贝加莫方言：Pórta Sant'Alessànder）是意大利贝加莫上城威尼斯城墙的四个城门之一，面向西方。它的名字来自圣亚历山大教堂，在1561年建造威尼斯城墙时遭到破坏。自罗马时代以来，贝加莫的上城一直受到城墙的保护，在四个方向开辟有四座城门。今天仍能看到部分中世纪的城墙。1112年，贝加莫的摩西在诗中写道：“荣耀的贝加莫，这座城市包含三座山丘（若望山、救主山和圣欧斐米山），还有四座城门。”
2017年7月9日，威尼斯城墙被联合国教科文组织列为世界遗产15至17世纪威尼斯共和国的防御工事的一部分。  

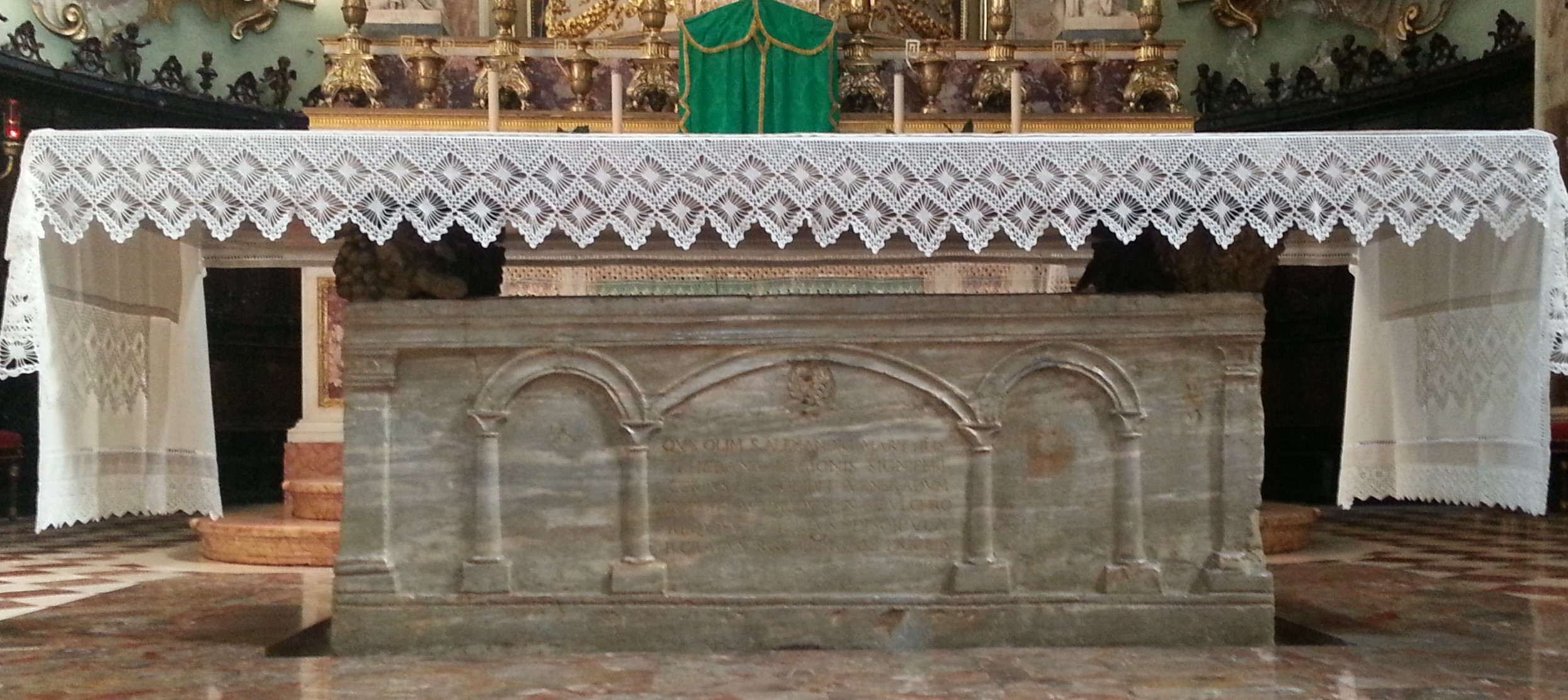
教堂的第一座墓地